# Franz de Castro Holzwarth
Franz de Castro Holzwarth (Barra do Piraí, 18 de maio de 1942 — Jacareí, 14 de fevereiro de 1981) foi um advogado brasileiro e ativista dos direitos humanos. Foi declarado venerável pela Igreja Católica em 17 dezembro de 2022.

## Oferecimento da vida
Foi assassinado aos 38 anos durante uma rebelião na cadeia pública de Jacareí, quando havia sido chamado para mediar o motim e se ofereceu para ficar como refém no lugar de um policial militar.

## Beatificação
Em 6 de março de 2009, a Diocese de São José dos Campos iniciou o seu processo de beatificação. Em 22 de dezembro de 2010, encerrou-se a fase diocesana do processo, sendo enviado todo o material recolhido à Congregação para a Causa dos Santos, no Vaticano.
Em 17 de dezembro de 2022, o Papa Francisco reconheceu o oferecimento da vida de Franz Holzwhart, concedendo-lhe assim o título de venerável. O postulador dessa causa é o Dr. Paolo Vilotta.

## Prêmio Franz de Castro Holzwarth
Não por acaso, dá nome ao Prêmio Franz de Castro Holzwarth concedido pela OAB/SP. O prêmio laureia anualmente as personalidades que se destacam na defesa dos direitos humanos. Dentre os laureados:
1. José Gaspar Gonzaga Franceschini (1983);
2. José Carlos Dias (1984);
3. Heleno Fragoso (1985);
4. Padre Agostinho Duarte de Oliveira (1986);
5. Paulo César Fonteles de Lima (in memorian - 1987);
6. Ulisses Guimarães (1988);
7. Vanderlei Aparecido Borges (1989);
8. Fábio Konder Comparato (1990);
9. Maria Elilda dos Santos (1991);
10. Caco Barcelos (1992);
11. Herbert de Souza (Betinho - 1994);
12. Vicente Paulo da Silva (Vicentinho - 1995);
13. Dom Paulo Evaristo Arns (1996);
14. Henry Sobel (1997)
15. Hélio Pereira Bicudo (1998);
16. André Franco Montoro (in memorian - 1999);
17. Padre Júlio Lancellotti (2000);
18. Dalmo de Abreu Dallari, Plínio de Arruda Sampaio e Ranulfo de Melo Freire (2001);
19. Kenarik Boujikian Felippe (2002);
20. Fermino Fecchio (2003);
21. Goffredo da Silva Telles Júnior (2004);
22. Abdias Nascimento (2005);
23. APAE (2006);
24. Marco Aurélio Mello (2007);
25. Gilmar Mendes (2008);
26. Idibal Pivetta (2009).
27. José Eduardo Martins Cardozo (2010)
28. Silvia Pimentel (2011)
29. Sylvia Steiner (2012)
30. Instituto Vladmir Herzog (2013)
31. Carlos Roberto Fornes Mateucci (in memoriam – 2014)
32. Luiz Gama (in memoriam – 2015)